# Однополые браки в Непале
Однополые браки в Непале легальны с 27 апреля 2024 года.
28 июня 2023 года один из судей Верховного суда Непала постановил создать отдельный реестр для временной регистрации однополых браков, до вынесения окончательного вердикта полным составом верховного суда.
Несмотря на это постановление, 13 июля 2023 года районный суд Катманду отклонил заявление одной из пар на регистрацию брака. В конце ноября 2023 года эта пара получила уведомление от МВД страны, что их брак может быть зарегистрирован. Их брак был зарегистрирован 29 ноября 2023 года в Дорди. В течение нескольких месяцев было зарегистрировано еще 2 подобных брака.
27 апреля 2024 года Министерство внутренних дел Непала выпустило циркуляр для местных ЗАГСов, разъясняющий порядок регистрации однополых браков. Директива легализовала однополые браки в Непале, который стал 37-й страной в мире и второй в Азии, признавшей брачное равноправие.